# Spearfish (U-Boot, 1936)
HMS Spearfish (Kennung: N69) war ein U-Boot der britischen Royal Navy im Zweiten Weltkrieg. Das britische U-Boot torpedierte im April 1940 das deutsche „Westentaschenschlachtschiff“ Lützow und beschädigte es so schwer, dass es nur durch glückliche Umstände nicht sank.

## Geschichte
siehe: Geschichte der Shark-Klasse und detaillierte Geschichte der S-Klasse
Die Spearfish (engl.: Speerfisch) war ein Boot des zweiten Bauloses der erfolgreichen S-Klasse. Dieses Baulos wird auch als Shark-Klasse bezeichnet.
Sie wurde am 23. Mai 1935 bei Cammell, Laird & Company in Birkenhead auf Kiel gelegt und lief am 21. April 1936 vom Stapel. Die Royal Navy stellte sie am 11. Dezember 1936 in Dienst.
Das U-Boot wurde nach dem Ausbruch des Zweiten Weltkrieges in der Nordsee eingesetzt. Deutsche Einheiten beschädigten die Spearfish am 24. September 1939 vor Horns Rev so schwer, dass sie tauchunklar war. Trotzdem konnte das U-Boot entkommen, wurde später von Schiffen der Home Fleet gerettet und kehrte in die Basis in Rosyth am 26. September zurück. Die Beschädigungen erzwangen einen längeren Werftaufenthalt, der bis zum März 1940 andauerte.
Am 11. April 1940 klärte das inzwischen wieder einsatzfähige U-Boot im Kattegat nordöstlich von Skagen auf der Position 57° 50′ N, 11° 0′ O den von dem Unternehmen Weserübung zurückkehrenden Schweren Kreuzer Lützow auf. Die Spearfish griff das große deutsche Kriegsschiff mit einem Torpedofächer an. Ein Torpedo traf das Heck der Lützow, das daraufhin abknickte. 15 deutsche Seeleute fanden den Tod. Da bei dem Angriff die letzten vier Torpedos verbraucht worden waren, erfolgte kein weiterer Angriff. Die anschließend antriebslos treibende Lützow konnte zwar gerettet werden, musste aber aufgrund der schweren Beschädigungen für länger als ein Jahr in die Werft.
Am 20. Mai 1940 versenkte die Spearfish auf der Position 55° 0′ N, 3° 30′ O die dänischen Fischfangfahrzeuge S. 130 und S. 175 mit dem Deckgeschütz.
Am 1. August 1940 entdeckte U 34 130 sm nordöstlich von Aberdeen (Schottland) auf der Position 58° 7′ N, 1° 32′ O die aufgetaucht fahrende Spearfish. Das deutsche U-Boot befand sich auf dem Heimweg seiner siebten Feindfahrt und hatte lediglich noch einen Torpedo an Bord.U 34 griff mit seinem letzten Torpedo die Spearfish erfolgreich an. Der Volltreffer vernichtete die Spearfish innerhalb weniger Sekunden. Das deutsche U-Boot konnte lediglich einen einzigen Überlebenden der Spearfish retten. Etwa 38 britische Seemänner wurden getötet.

## Kommandanten
- Lt. John Henry Eaden (17. Dezember 1938 – November 1939)
- Lt.Cdr. John Hay Forbes (Februar 1940 – 1. August 1940)